# Tonglu
Der Kreis Tonglu (桐廬縣 / 桐庐县,  Tónglú Xiàn) ist ein Kreis der Unterprovinzstadt Hangzhou, der Hauptstadt der Provinz Zhejiang in der Volksrepublik China. Er hat eine Fläche von 1.829 km² und zählt 453.106 Einwohner (Stand: Zensus 2020).

## Administrative Gliederung
Auf Gemeindeebene setzt sich der Kreis aus zwei Straßenvierteln, sieben Großgemeinden und vier Gemeinden (davon einer der She) zusammen. 